# Dodik Jégou
Pour les articles homonymes, voir Jégou et Le Berre.
Dodik Jégou, nom de plume de Marie-Charlotte Le Berre, née le 14 mai 1934 à Quimper (Finistère) et morte le 2 avril 2024 à Saint-Malo (Ille-et-Vilaine), est une céramiste et poètesse française.
Elle a fondé et dirige la Maison internationale des poètes et des écrivains.

## Biographie
Marie-Charlotte Le Berre naît en 1934 à Quimper, dans le vieux quartier de la cathédrale, dans une famille de brodeurs, de tisserands et de créateurs du pays bigouden. Ses arrière-grands-parents avaient lancé le picot Bigouden , dérivé du picot d'Irlande, dans les ateliers de Pont-L'Abbé, Locronan et Quimper. La famille Pichavant, dont elle descend, brodait pour des académiciens et pour le tsar de Russie.
Elle est la fille et l'aînée de neuf enfants, tous artistes, dont le père, Marc Le Berre (1899-1968), tenait le magasin À la Ville d'Ys à Quimper. Régionaliste breton, membre des Seiz Breur, il est le créateur du Kabig, sorte de veste à capuchon. Il rachètera plus tard les vieux métiers à tisser de Coco Chanel. Sa mère, Anne-Marie Kerloc'h, lui apprit l'art de tenir une maison. Dans le magasin paternel elle rencontra les artistes qui exposaient leur production : René-Yves Creston, Georges Géo-Fourrier, Robert Micheau-Vernez, René Quillivic et la céramiste Berthe Savigny (1882-1958).
Son père, le soir à la veillée, initie Dodik Jégou aux contes et légendes bretonnes et lui offre les contes de François-Marie Luzel qui inspireront son œuvre.
Attirée par les arts, elle s'inscrit à l'école régionale des beaux-arts de Quimper. Dans le cadre de ses études, elle fréquente la faïencerie Keraluc. Pendant ses vacances, elle fréquente aussi la Manufacture Henriot, qui lui loue un local et lui fournit le matériel pour ses œuvres. Elle est élève de Jos Le Corre (1925-1979). Elle rencontre Gwen Jégou (1931-2011) à l'école des beaux-arts, celui-ci deviendra son époux en 1955. De cette union naîtront le graveur Tugdual Jegou (1956-2018),,; et la peintre Gaïde Jégou (1957-2016) .
Gwen et Dodik Jégou ouvrent leur premier atelier de céramique à Saint-Malo en 1956, dans une petite boutique intra-muros, place de la Poissonnerie.
En 1979, avec Gwen Jégou, elle crée les Rencontres chez Gwen et Dodik au 4, rue Chateaubriand pour promouvoir des artistes et des écrivains de Bretagne, dans ce que les Malouins appelaient Le Petit Théâtre de Gwen et Dodik, salle d'une grande simplicité avec une estrade où furent reçus une pléiade d'artistes, poètes, écrivains, chanteurs. Organisant jusqu'à 25 rencontres par été, ils y firent venir plus de 2 500 écrivains du monde entier entre 1979 et 1984. Parmi eux figurent Pierre-Jakez Hélias, Youenn Gwernig, Irène Frain, Glenmor, Michel Le Bris, le créateur du festival Étonnants Voyageurs.
Dans leur atelier malouin, Gwen Jégou sculpte la terre et le fer, et Dodik Jégou réalise des céramiques pseudo-naïves dans un style très daté des années 1960. Son travail est inspiré des légendes et contes bretons, notamment 17 céramiques Ventre-à-terre l'aventurier. Elle s'inspire également et des vieux contes celtiques du Voyage de saint Brendan et des chants du Barzaz Breiz. En 1962, elle ouvre avec son époux des ateliers dans la maison familiale de Bonaban.
La Ville de Cancale lui commandera la réalisation d'un panneau en céramique qu'elle réalise avec les élèves du collège d'enseignement général de la ville. Cette œuvre est par la suite détruite pour agrandir l'établissement, et elle délaissera la céramique pendant une dizaine d'années.
En 1981, elle organise les Rencontres poétiques de Bretagne, aussi appelées Rencontres poétiques internationales de Bretagne, qu'elle préside depuis 1982. En 1984, elle participe au congrès mondial des poètes à Marrakech, présidé par Léopold Sédar Senghor. Ainsi, lors de ces rencontres en 1986 au Mont-Saint-Michel, elle reçoit notamment Léopold Sédar Senghor, Pierre-Jakez Hélias et Gérard Le Gouic. Pour elle, « la culture n'existe que comme échange, lien, ouverture sur le monde ».
En 1990, avec l'aide de la Ville de Saint-Malo, elle ouvre la Maison internationale des poètes et des écrivains, inaugurée par Federico Mayor Zaragoza, le directeur de l'UNESCO, le député-maire de Saint-Malo, René Couanau, de Camilo José Cela, prix Nobel de littérature qui en est le parrain, d'Édouard J. Maunick, de Pierre-Jakez Hélias, le 6 octobre 1990. Depuis lors, elle dirige et anime cette maison comme elle le faisait pour le petit théâtre qu'elle monta, et où elle recevait écrivains, chanteurs et artistes. Plus de 3 000 écrivains et artistes de différentes nationalités y sont passés entre 1990 et 2002. Elle y organise des ateliers d'écriture et des promenades littéraires. Cette maison est présidée depuis août 2014 par le journaliste Pascal Verdeau, mais Dodik Jégou, fondatrice, la dirige encore de fait.
En 1995, elle est l'invitée d'honneur au congrès de l'Organisation mondiale des poètes à Sintra au Portugal. En 2001 a lieu l'inauguration de la Maison des Légendes, qui remplacera le petit théâtre qui rassemblait les fresques que Dodik Jégou avait exposées dans les capitales européennes. En 2003, la Ville de Saint-Malo la choisit pour présider le jury du festival international des contes et légendes, dont la première édition a lieu en 2004.
Elle est également cofondatrice et membre de la Maison des métiers d'art français, et s'investit en 2008 pour le sauvetage des fresques du CREPS de Dinard au sein de l'association les Amis du peintre Geoffroy Dauvergne  Elle a réalisé des films et participé à plusieurs interventions, à la radio et à la télévision sur le thème de la culture bretonne en France, ainsi qu'en Angleterre, en Belgique, au Luxembourg, en Italie, en Suède, en Russie, au Japon et au Portugal.
En 2022, la ville de Saint Malo accueille sa dernière exposition "Dodik, une vie d'artiste" en la chapelle Saint Sauveur. Cette exposition sera la dernière du vivant de Dodik. 
Ses céramiques sont en vente au 10 rue du boyer à Saint Malo intra muros à la boutique "Gwen et Dodik".

## Œuvres

### Allemagne
- Ruhr : neuf fresques en céramique chez le même client[Lequel ?][19].

### France
- Avranches, collège d'enseignement secondaire : deux panneaux en céramique, dont un de 27 mètres de long, en collaboration avec les élèves.
- Brest :
  - école primaire[Laquelle ?] : panneau en céramique.
  - groupe scolaire[Lequel ?] : deux panneaux en céramique.
- Bruz :
  - école maternelle[Laquelle ?] : panneau en céramique.
  - groupe scolaire[Lequel ?] : panneau en céramique.
- Cancale, collège d'enseignement général : panneau en céramique, œuvre détruite.
- Cesson-Sévigné :
  - groupe scolaire[Lequel ?] : panneau en céramique.
  - école primaire[Laquelle ?] : panneau en céramique.
- Chambéry, centre d'enfants[Lequel ?] : deux panneaux en céramique.
- Châteaugiron, groupe scolaire[Lequel ?] : panneau en céramique.
- Fougères, centre d'enfants[Lequel ?] : deux panneaux en céramique.
- Guichen, Groupe scolaire Charcot : panneau en céramique.
- La Bouëxière, centre médical Rey-Leroux : deux panneaux en céramique.
- Liffré, maison de retraite : panneau en céramique.
- Noyal-Châtillon-sur-Seiche, école maternelle[Laquelle ?] : panneau en céramique.
- Normandie[Où ?], dans un château[Lequel ?] : Le Banquet du roi Arthur, fresque en céramique[6].
- Paris, école Gustave Zédé : trois panneaux en céramique.
- Quimper.
- Rennes :
  - école maternelle[Laquelle ?] : panneau en céramique.
  - école primaire[Laquelle ?] : panneau en céramique.
  - Fonds régional d'art contemporain Bretagne, fonds de livre d'artistes Angèle Vannier Angèle-Cancale : six gravures, 2000.
- Saint-Grégoire, groupe scolaire[Lequel ?] : panneau en céramique.
- Saint-Malo :
  - Centre hospitalier universitaire : deux panneaux en céramique.
  - école maternelle[Laquelle ?] : panneau en céramique.
  - groupe scolaire[Lequel ?] : panneau en céramique.
  - groupe scolaire Angèle Vannier : 20 panneaux en céramique.
  - lycée Duguay-Trouin : panneau en céramique.

- Localisation inconnue[6] :
- La Conception de Merlin, panneau en céramique ;
- La Légende de la ville d'Ys, panneau en céramique ;
- Le Barzaz Breizh, panneau en céramique ;
- Les Contes de Luzel, panneau en céramique ;
- Trois cartons pour la Tapisserie d'Aubusson.[réf. nécessaire]

### Illustrations
- Selma Lagerlöf, Le Merveilleux Voyage de Nils Holgersson à travers la Suède.
- Pierre-Jakez Hélias, Les contes de Luzel.
- Pierre-Jakez Hélias : Comment le renard Poil-Roux fut battu à la course par Ventre-à-Terre, l'escargot, Atelier Tugdual, 1994.
- Angèle Vannier, Angèle, Saint-Malo, 2000, ouvrage accompagné d’une traduction en braille.
- Angèle Vannier, Le Livre d'Angèle, Saint-Malo, Atelier Tugdual, 2010.

### Estampes
- Barzaz Breiz[3].

### Publications
- Albert Bensoussan, Claude Couffon, Dodik Jegou, Entretien avec Mario Vargas Llosa, suivi de Ma parente d'Arequipa (nouvelle inédite[Par qui ?]), Éditions Terre de Brume, Collection « Caravelles », 2003, 78 p.  (ISBN 2-84362-197-6).

## Expositions
- 1981 : 17 fresques sur l'œuvre d'Angèle Vannier au Parlement de Bretagne.
- du 15 au 27 septembre 1985 : Paris, maison de l'Unesco, Contes et légendes des pays celtiques, 40 fresques de céramiques. Exposition inaugurée par Henri Lopes, directeur de la Culture et de la Communication de l'UNESCO)[20].
- août 1989 : Rennes, bibliothèque municipale, Les tombées de la nuit, 12 fresques sur le chant des séries du Barzaz-Breiz. Également exposées au musée des Beaux-Arts de Quimperlé[Information douteuse] pour le 150e anniversaire de la publication de Barzaz-Breiz[21].
- 2001 : Saint-Malo, inauguration de la Maison des légendes au 4, rue Chateaubriand, qui rassemble des fresques de Dodik Jégou ayant été exposées dans des capitales européennes.
- 2021-2022 : rétrospective à l'Église Saint-Sauveur de Saint-Malo du 11 décembre 2021 au 23 janvier 2022. Organisée par la ville de Saint-Malo et son maire monsieur Gilles Lurton.
- Expositions à Barcelone, Bruxelles, Cannes, Deauville, Florence, Francfort, Londres, Lyon, Munich, Paris, Prague, Salonique, Strasbourg et Stuttgart[3],[22].

## Réception critique
- « Les récits de Dodik sont des visions symboliques du monde de l'esprit, et la représentation qu'elle en fait par ses céramiques est un univers merveilleux, où la puissance du rêve se manifeste avec éclat » — Pierre-Jakez Hélias, cité dans le film Le Légendaire de Dodik (1984) de Franco Calafuri, France 3 Pays de la Loire.
- « Dodik est un grand poète naif au sens étymologique et élogieux du terme nativus “à l'état naissant” car elle est un de ces êtres privilégiés qui savent demeurer ouverts en permanence au mystère et à la beauté secrète des choses. Elle crée, pour notre délectation et notre ravissement le plus pur, un royaume d'allégresse candide qui nous laisse la tête éclaboussée de songes » - Luce-Claude Maître, journaliste au Conseil de l'Europe[réf. nécessaire]

## Distinctions
- Chevalier des Palmes académiques en 1997.
- Collier de l'ordre de l'Hermine en 1997.
- Écharpe bleue de barde bretonne.
- Médaille de la Ville de Saint-Malo en 2021.

### Reportages télévisés
- Avec… Gwen et Dodik, 1980, film documentaire de Pierre Desagneaux, France Régions 3 Rennes, 12 min 33 s. (en ligne).
- Une famille d'artistes, 1981, FR3.
- Deux heures avec Gwen, Dodik et leurs amis, 1984, FR3.
- Le légendaire de Dodik, 1984, film documentaire de Franco Calafuri, FR3 Pays de Loire.
- La Ruée vers l'air, 2005, TV5, film documentaire, 1 h. Dodik Jégou et trois autres invités racontent la Rance.

### Émissions radiophoniques
- Nombreuses émissions radiophoniques en Europe et dans le monde : URSS, Japon.[réf. nécessaire]